# Совхоз
Совхоз (рус. совхоз =  слушајⓘ) је државно пољопривредно добро у бившем СССР-у. Настали су од бивших царских и црквених поседа, која су одузета након Октобарске револуције. Земља и сва производна средства у совхозима била су власништво државе, а радници су за свој посао примали плату. Укупна производња припадала је држави. Године 1966. постојало је око 12.200 совхоза, да би већ 1974. њихов број порастао на 17.700. Овакав облик газдинства био је карактеристичан за слабије насељене пределе СССР-а (Казахстан, Туркменистан и др.) и за области око великих градова. Површина совхоза износила је око 18.000 ha.